# Czarne Pole (Lipie)
Czarne Pole – część wsi Lipie w Polsce, położona w województwie świętokrzyskim, w powiecie starachowickim, w gminie Brody
W latach 1975–1998 Czarne Pole administracyjnie należało do województwa kieleckiego.
Wierni Kościoła rzymskokatolickiego należą do parafii Świętej Trójcy w Starachowicach.